# Static Anonymity EP
Static Anonymity es el segundo EP realizado bajo el nombre de Metric por el dúo formado por Emily Haines y James Shaw. Sería el último trabajo antes de que se unieran a la banda el bajista Joshua Winstead y el batería Joules Scott-Key. Las canciones <<Siamese Cities>> y <<Down>> serían las únicas que no estarían incluidas en el álbum de estudio Grow Up and Blow Away.

## Canciones
1. "Grow Up and Blow Away" – 4:24
2. "Siamese Cities" – 3:50
3. "Down" – 3:21
4. "Soft Rock Star (Jimmy vs. Joe Mix)" – 3:59
5. "London Halflife" – 2:10